# Europäische Jugendbildungsstätte Magdeburg
Die Europäische Jugendbildungsstätte Magdeburg (international: European Youth Education Centre Magdeburg, häufig auch EJBM) ist eine gemeinnützige Einrichtung der europäischen und internationalen Jugendarbeit in Magdeburg. 2025 wurde ihr das Quality Label for Youth Centres des Europarats verliehen.

## Geschichte und Trägerstruktur

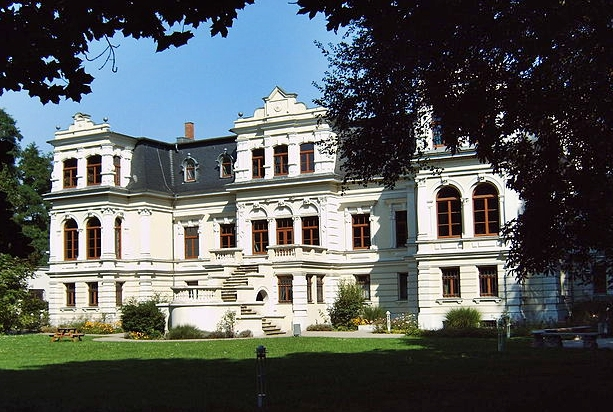
Die Villa Böckelmann, Sitz der Europäischen Jugendbildungsstätte Magdeburg

Die Jugendbildungsstätte wurde 2019 gegründet und hat ihren Sitz in der Villa Böckelmann. Rechtlicher Träger der Einrichtung ist die Bildungsnetzwerk Magdeburg gGmbH, eine Tochter-Gesellschaft des DRK Landesverbands Sachsen-Anhalt e. V. Im Rahmen der Gründung wurden auch der Betrieb der bereits seit 2009 in Sachsen-Anhalt wirkenden Fach- und Beratungsstelle für Internationale und Europäische Jugendarbeit GOEUROPE! an die EJBM angegliedert. Die Betriebsstätte befindet sich in städtischer Verwaltung und wurde nach der Enteignung des ursprünglichen Besitzers im Jahr 1945 unter anderem als Kinderheim, Parteischule und Jugendherberge genutzt. Zwischen 1999 und 2000 erfolgte eine umfassende Renovierung, ergänzt durch den Neubau eines Gästehauses, wodurch die Einrichtung als Mehrgenerationenhaus sowie Bildungs- und Tagungszentrum etabliert wurde. Nach dem russischen Überfall auf die Ukraine 2022 diente die EJBM kurzzeitig als Auffangstation für Geflüchtete. Im Jahr 2021 übernahm sie die Organisation der sechs Jahre zuvor eingestellten Kinderstadt Magdeburg und ergänzte sie um europäische Aspekte. Im Jahr 2025 wurde die Einrichtung vom Europarat in Anerkennung ihrer pädagogischen Arbeit und internationalen Vernetzung mit dem Quality Label for Youth Centres ausgezeichnet.

## Standort
Die Einrichtung wird in den Gebäuden und Gärten der Villa Böckelmann im Stadtteil Ottersleben betrieben. Das Anwesen liegt in einem englischen Landschaftsgarten, dem Amtsgarten Ottersleben.

## Arbeitsfelder

### Pägagogische Ziele und Inhalte
Die Jugendbildungsstätte engagiert sich in Sachsen-Anhalt für die Förderung von Bildung, interkulturellem Austausch und gesellschaftlicher Teilhabe. Ihre Programme und Initiativen richten sich vorrangig an junge Menschen sowie Fachkräfte der Jugend- und Bildungsarbeit. Ein besonderer Fokus liegt auf non-formalen Angeboten zur europapolitischen Bildung und Menschenrechtsbildung, die darauf abzielen, internationale Kompetenzen zu stärken und die Beschäftigungsfähigkeit junger Menschen zu fördern. Theoretisch und methodisch orientieren sich ihre Angebote häufig an der Strukturalen Bildungstheorie und sind biografisch-reflexiv angelegt.
Die EJBM organisiert Jugendaustausche (unter anderem im Rahmen des Europäischen Solidaritätskorps), internationale Trainingskurse für Fachkräfte, bildet junge Menschen als Multiplikatoren aus und bietet im Rahmen von Peer-Education europapolitische Projekttage für Schulen an. Als akkreditierte Einrichtung der Nationale Agentur Bildung für Europa beim Bundesinstitut für Berufsbildung und des Pädagogischen Austauschdienstes unterstützt die EJBM als Konsortialkoordinator für Erasmus+ Schulen und Bildungseinrichtungen bei internationalen Austauschprojekten und Kooperationen. Mit dem Ziel, allen jungen Menschen Bildungserfahrungen im Ausland zu ermöglichen, berät sie junge Menschen und Fachkräfte zu EU-Lernmobilitäten und Fördermöglichkeiten. Darüber hinaus ist die EJBM regionale Eurodesk-Servicestelle, Infopunkt des Deutsch-Französischen Jugendwerks, Einsatzstelle für nationale und internationale Freiwilligendienste und engagiert sich europaweit in Gremien, Kooperationsprojekten und Netzwerken. Sie betreibt einen Jugendbeirat sowie einen Kinderbeirat und organisiert die Kinderstadt Magdeburg „Ottopia“.

### Kooperationen und Netzwerke
Die Europäische Jugendbildungsstätte Magdeburg unterhält Kooperationspartnerschaften zu Einrichtungen der Jugendarbeit in fast allen EU-Ländern. Ein besonderer Fokus liegt auf den Partnerregionen Sachsen-Anhalts: Centre-Val de Loire in Frankreich und der Woiwodschaft Masowien in Polen.
Sie ist Teil des Arbeitskreises deutscher Bildungsstätten, des Eurodesk-Netzwerks und gehört zum Kreis der Quality-Label-Jugendbildungsstätten des Europarats.

### Bildungs- und Begegnungsstätte
Als offene Bildungsstätte stellt die EJBM ihre Räume, Gastronomie-Angebote und Übernachtungsmöglichkeiten auch Dritten zur Verfügung. Besondere Angebote bestehen für Jugendbildungsmaßnahmen und Klassenfahrten.